# Hiob (Joseph Roth)
Hiob ist ein Roman von Joseph Roth, der 1930 erschien. Er beschreibt den Leidensweg des jüdisch-orthodoxen Toralehrers Mendel Singer im (fiktiven) Schtetl Zuchnow in Russland und in dem folgenden amerikanischen Exil in der Zeit von 1900 bis nach dem Ersten Weltkrieg. Mendel erleidet in der Geschichte schwere Schicksalsschläge, durch die seine Frömmigkeit erschüttert und sein Glaube an Gott auf eine harte Probe gestellt werden.

## Publikationsgeschichte
Hiob wurde zunächst als Vorabdruck in der Frankfurter Zeitung vom 14. September bis 21. Oktober 1930 und im Oktober desselben Jahres im Verlag Gustav Kiepenheuer in Berlin veröffentlicht. Bereits ein Jahr später erschien die englische Übersetzung von Dorothy Thompson bei The Viking Press in New York und 1932 bei William Heinemann Ltd. in London. In den nächsten Jahren kamen Neuauflagen und weitere Übersetzungen hinzu. Hiob war das bis dahin erfolgreichste Werk von Joseph Roth.

## Inhalt

### Erster Teil
Mendel Singer verdient sich seinen Lebensunterhalt, wie schon sein Vater und sein Großvater, als Tora-Lehrer für jüdische Kinder in Zuchnow. Zusammen mit seiner Frau Deborah hat er bereits zwei Söhne (Jonas und Schemarjah) und eine Tochter (Mirjam), als ihr viertes Kind Menuchim geboren wird. Bald zeigt sich bei diesem eine schwere Entwicklungsstörung. Als eine amtliche Pockenimpfung durchgeführt wird, diagnostiziert der Arzt bei ihm Epilepsie. Mendel entscheidet sich allerdings gegen die Behandlung Menuchims, weil er kein Vertrauen in die Behandlungsmethoden der Krankenhäuser hat und lieber auf Gott vertraut. Menuchims Leiden wird zur schweren Prüfung für die gesamte Familie. Während sich Mendel in sein Los fügt, sucht Deborah, die schon immer dazu neigte, mit ihrem kümmerlichen Schicksal zu hadern („Sie schielte nach dem Besitz Wohlhabender und neidete Kaufleuten den Gewinn“), verzweifelt Rat bei einem Wunderrabbi in der Kreisstadt. Dieser weissagt Menuchim eine späte Genesung und für die Zukunft sogar besondere Fähigkeiten durch seine Behinderung: „Der Schmerz wird ihn weise machen, die Häßlichkeit gütig, die Bitternis milde und die Krankheit stark.“ Die Eltern sollen den Sohn trotz der für sie schweren Belastung nicht verlassen.
Mendels drei ältere Kinder verachten und quälen Menuchim, weil sie sich seit seiner Geburt von ihrer Mutter, die sich nur noch um Menuchim kümmert, vernachlässigt fühlen. Sie werden wegen Menuchims Behinderung, der auch mit zehn Jahren noch nicht sprechen und lediglich das Wort „Mama“ lallen kann, von den anderen Kindern im Schtetl gehänselt. Daher kommt es einmal sogar so weit, dass die drei älteren Geschwister ihren kleinen Bruder in eine Regenwassertonne tauchen und den ungeliebten Rivalen zu töten versuchen. Menuchim überlebt zwar die Attacke seiner Geschwister, bleibt aber weiterhin passiv. Die Eltern jedoch geben ihre Hoffnung nie auf. Sein Vater, der ihm vergeblich das Wort Gottes beibringen will, bemerkt eines Tages, dass Menuchim ungewöhnlich stark auf das Klingen eines Teeglases und das Läuten von Kirchenglocken reagiert.
Die innige Beziehung zwischen Mendel und Deborah kühlt mit den Jahren immer mehr ab. Mendel entdeckt zu seinem Entsetzen, dass seine schöne Tochter Mirjam, „kokett und gedankenlos wie eine Gazelle“, ein Liebesverhältnis mit einem Kosaken beginnt, bald auch zu weiteren im Ort stationierten russischen Soldaten sexuelle Beziehungen unterhält und schließlich zum Schwarm der gesamten Kaserne wird. Einige Jahre später wird Mendel über sie sagen: „Sie hat ohne Männer nicht leben können. Sie ist verrückt.“
Eines Tages erreicht die beiden älteren Söhne Mendels der Musterungsbefehl zur Armee. Für den jüngeren Sohn Schemarjah, „schlau und hurtig wie ein Fuchs“, kann die Mutter (mit kostspieliger Hilfe des Geschäftemachers Kapturak) die Fahnenflucht aus Russland organisieren; er wird über die westliche Grenze geschleust und kann sich in Triest das Geld für die Überfahrt nach Amerika verdienen. Der ältere Jonas, „stark und langsam wie ein Bär“, hat die Familie schon vorher verlassen, um dem strengen jüdischen Leben in der Familie und im Schtetl zu entfliehen: „Ich konnte es nicht bei euch aushalten, aber ich hab' euch alle ganz gern!“ Er versieht den Stalldienst beim Bauern Sameschkin, trinkt gern Alkohol und lässt sich zum mehrjährigen Militärdienst einberufen.
Einige Jahre später meldet sich Schemarjahs amerikanischer Freund und Geschäftspartner Mac in Zuchnow: Der Sohn nennt sich inzwischen Sam, schickt den Eltern Geld und lässt sie in einem Brief wissen, dass er nach New York emigriert sei, dort einen einträglichen Job gefunden, inzwischen geheiratet habe und mit seinen erarbeiteten Ersparnissen seine Familie nun ebenfalls ins „freie Land“ holen wolle. Die Eltern fällen die schwere Entscheidung, ihren Sohn Menuchim, entgegen der einstigen Weisung des Rabbis, in Russland zurückzulassen und der benachbarten jüdischen Familie Billes, die dafür das Haus der Singers kostenfrei bewohnen darf, zur Pflege zu übergeben.

### Zweiter Teil
Mendel, Deborah und Mirjam besteigen nach drei Tagen Eisenbahnfahrt in Bremerhaven den Ozeandampfer. Nach vierzehn Tagen im Zwischendeck erreichen sie New York. Von Bord aus erblicken sie die Freiheitsstatue, das Symbol eines besseren Lebens. Obwohl ihnen Mac bei der komplizierten Einreiseprozedur behilflich ist und sich Sam und seine Frau Vega sofort um sie kümmern, hat Mendel große Schwierigkeiten, sich in der brodelnden Metropole heimisch zu fühlen: „Amerika drang auf ihn ein, Amerika zerbrach ihn, Amerika zerschmetterte ihn. Nach einigen Minuten wurde er ohnmächtig.“ Nicht nur die Sprache, auch alles andere ist ihm fremd; selbst sein eigener Sohn kommt ihm wie ein Ausländer vor. Deborah dagegen genießt das quirlige Leben, und Mirjam gewinnt in Mac einen neuen Liebhaber. Die Beziehung Mendels zu seiner Frau jedoch erkaltet immer mehr, er nimmt sie nur noch als alternde Fremde wahr. Außerdem sehnt er sich nach Menuchim, will sich dies aber nicht eingestehen.
Amerika, das sich weltpolitisch lange neutral verhalten hat, tritt 1917 in den Ersten Weltkrieg ein. Auch Sam und Mac melden sich freiwillig an die europäische Front, an der Sam fällt. Deborahs Schmerz über die Todesnachricht ist so groß, dass sie vor Kummer stirbt. Jonas, der ältere Bruder, wird aus Russland als verschollen gemeldet; wenige Tage später erleidet die Tochter Mirjam eine schwere Psychose und wird in eine psychiatrische Anstalt eingeliefert. Durch diese Schicksalsschläge zweifelt Mendel an der Barmherzigkeit Gottes. Er bereut sein bisheriges gottesfürchtiges Leben: „Mehr als sechzig Jahre war ich verrückt, heute bin ich es nicht.“ Er lästert Gott und zieht sich völlig aus dem religiösen Leben zurück: „Ich habe keine Angst vor der Hölle [...] Alle Qualen der Hölle habe ich schon gelitten. Gütiger als Gott ist der Teufel.“ Er zögert allerdings, auch seine Tefillin, seinen Tallit und seinen Siddur zu verbrennen. Seine jüdischen Bekannten versuchen, ihn zu beschwichtigen. Sie wirken auf ihn ein, seine schäbige Wohnung zu verlassen und in eine Kammer im Laden des Schallplattenhändlers Skowronnek zu ziehen. Dort lebt Mendel sehr zurückgezogen und erledigt nur noch kleine Dienste in seiner jüdischen Gemeinde. Um das Unglück seiner verwitweten Schwiegertochter Vega zu mildern, überredet er Mac, statt der unheilbar kranken Mirjam nun Vega zu heiraten.
Das Kriegsende kommt und wird mit einem Feuerwerk gefeiert. An diesem Abend sitzt Mendel allein in seiner Kammer, träumt von seiner alten Heimat und hört auf einer von Skowronneks Grammophonplatten ein Lied, das ihn sehr berührt. Es heißt Menuchims Lied und wurde komponiert von einem Musiker namens Alexej Kossak – auch Deborahs Geburtsname war Kossak. Ein Ehepaar aus der Nachbarschaft, das in New York ein Konzert eines europäischen Orchesters dieses Dirigenten besucht, wird von einem der Musiker nach Mendel Singer befragt. Als Mendel davon erfährt, entsteht in ihm der starke Wunsch, endlich das Schicksal Menuchims zu erfahren, von dem er inzwischen annimmt, dass er tot sei. Er bringt es aber nicht über sich, Alexej Kossak direkt zu kontaktieren. Dieser trifft jedoch überraschend als Gast beim Pessachfest in der Familie Skowronnek ein und überbringt eine Nachricht von Mendels ältestem Sohn Jonas: Der so lange verschollen Geglaubte wurde zuletzt als Soldat bei den Weißgardisten gesehen. Als Kossak schließlich nach Menuchim gefragt wird, gesteht er, dass er selbst der Gesuchte sei. Ein Arzt habe sich seiner als Kind angenommen und ihn von seiner epileptischen Krankheit kuriert. Als musikalisches Wunderkind sei er im Krieg als Dirigent zur Militärmusik gekommen, habe in St. Petersburg eine Kapelle geleitet und vor dem Zaren gespielt, sei in der russischen Revolution ins Ausland geflohen, habe in London ein Orchester gegründet und sei so zu einem berühmten Komponisten geworden.
Von Dankbarkeit und Wehmut überwältigt, findet Mendel zu seinem Glauben zurück. Er lässt sich von Menuchim in dessen luxuriöse Hotelunterkunft fahren und wie ein Kind zu Bett bringen. Am nächsten Tag machen sie einen Ausflug ans Meer. Mendel genießt das neu erwachte Leben, lässt alte Erinnerungen wieder wach werden und träumt von einem späten Tod, „umringt von vielen Enkeln und satt am Leben, wie es im Hiob geschrieben stand“. Menuchim verspricht, für seine Schwester Mirjam die besten Ärzte zu suchen und nach Ablauf seiner Konzert-Tournee gemeinsam mit ihm nach Europa heimzukehren, um ihm dort seine Ehefrau und zwei Kinder vorzustellen. „Mendel schlief ein. Und er ruhte aus von der Schwere des Glücks und der Größe der Wunder.“

## Form
Der Roman ist in zwei Teile mit durchnummerierten sechzehn Kapiteln unterteilt. Der Roman beginnt mit der märchenhaften Formulierung Vor vielen Jahren lebte ... tatsächlich beginnt die erzählte Geschichte um 1900, kurz vor der Zeit des Russisch-Japanischen Kriegs, und endet Anfang der 1920er Jahre, keine zehn Jahre vor Erscheinen des Romans und also in einer Jetztzeit des zeitgenössischen Lesers.
Wie bereits der Titel andeutet, lehnt Roth seine „Legende aus dem zwanzigsten Jahrhundert“ an die Geschichte von Hiob an. Das betrifft sowohl die parataktische Sprache, die der einfachen und zugleich pathetischen Sprache des Alten Testaments nachempfunden ist, als auch die Handlung: Wie Hiob scheint auch Mendel Singer alles zu verlieren und angesichts der Härte der „Strafe“ an Gott zu verzweifeln. Ergänzt wird diese inhaltliche Analogie mit konkreten Anspielungen auf bestimmte Bibelstellen durch die Anknüpfung an einen zweiten biblischen Text, die Josephsgeschichte. Auch in Roths Roman ist es der jüngste Lieblingssohn, der als Kind von seinen Geschwistern beneidet, gequält und fast ertränkt wird und als Erwachsener seinen von Kummer gepeinigten Vater nach Jahren wiedertrifft und versöhnend zu sich holt. Damit gleicht Menuchim als heilbringender Erlöser nicht nur dem alttestamentlichen Joseph, sondern auch dem neutestamentlichen Messias.

## Rezeption (Auswahl)
- Ludwig Marcuse[3] nimmt die Dominanz der „Wärme“ gegenüber „kühler Distanz“ als eine Ursache für die Wirkung des Textes.
- Stefan Zweig[4] ist von der „gebändigten Einfachheit“ des Stoffes ergriffen.
- Marlene Dietrich[5] benennt in einer englischen Zeitung den Roman als ihr Lieblingsbuch.
- Zwar lobt Heinrich Böll[6] den Roman als herausragendes Buch der 1930er Jahre, schließt sich aber Marcuse in einem Punkte an. Der Schluss komme ein wenig „leichtfertig“ daher.

## Buchausgaben (Auswahl)
- Hiob. Roman eines einfachen Mannes. Kiepenheuer, Berlin 1930 (= Erstausgabe).
- Hiob. Roman eines einfachen Mannes, nach der Buchausgabe von 1930. Mit Kommentar und Nachwort, hrsg. v. Hans Wagener. Reclam, Stuttgart 2010, ISBN 978-3-15-018532-2.
- Hiob. Roman eines einfachen Mannes. Mit Nachwort, Materialien, Zeittafel und Kommentar von Martin Lowsky. Hamburger Lesehefte, Husum 2010, ISBN 978-3-87291-224-4.
- Hiob. Roman eines einfachen Mannes. Kommentiert von Heribert Kuhn. Suhrkamp, Frankfurt am Main 2011, ISBN 978-3-518-18912-2.
- Hiob. Roman eines einfachen Mannes. Schöningh, ISBN 978-3-14-022555-7.

## Zitat
„Die Hauptfigur Mendel Singer, ein jüdisch-orthodoxer Lehrer, ist Hiob, denn durch die vielen Schicksalsschläge stellt er die Gerechtigkeit Gottes in Frage, versucht sie jedoch zu verstehen.“

## Adaptionen

### Verfilmung
- Hiob (Ö/BRD 1978. Fernsehfilm des NDR in drei Teilen. Buch und Regie: Michael Kehlmann. Mit Günter Mack u. a.)[8]

### Theaterinszenierung
- Hiob, Inszenierung an den Münchener Kammerspielen 2009. Buch: Koen Tachelet, Inszenierung: Johan Simons. Mit André Jung u. a. Fernsehaufzeichnung für 3sat und den ZDF Theaterkanal. Fernsehregie: Peter Schönhofer.[9]

### Oper
- Komposition: Bernhard Lang, Libretto: Michael Sturminger (nach Koen Tachelet), Uraufführung: Stadttheater Klagenfurt, 9. Februar 2023.

### Lesung
- Lesung in der Sendung Lesung im Zwei auf der Webseite des Schweizer Radiosenders DRS1 in fünfzehn Folgen zum Download

### Hörspiel
- Hiob. Hörspiel in einer Fassung von Koen Tachelet. Ensemble des Volkstheaters (Wien), Musik: Eric Zeisl, adaptiert und arrangiert von Gerald Preinfalk. Mono Verlag, Wien 2011, ISBN 978-3-902727-88-6.

### Hörbuch
- Hiob. Roman eines einfachen Mannes. Gelesen von Peter Matić. Diogenes, Zürich  2008, ISBN 978-3-257-80215-3.